# 特默尔斯多夫
特默尔斯多夫（德語：Tömmelsdorf）是德国图林根州的一个市镇。总面积6.31平方公里，总人口150人，其中男性76人，女性74人（2011年12月31日），人口密度24人/平方公里。